# Das Kloster der Minne

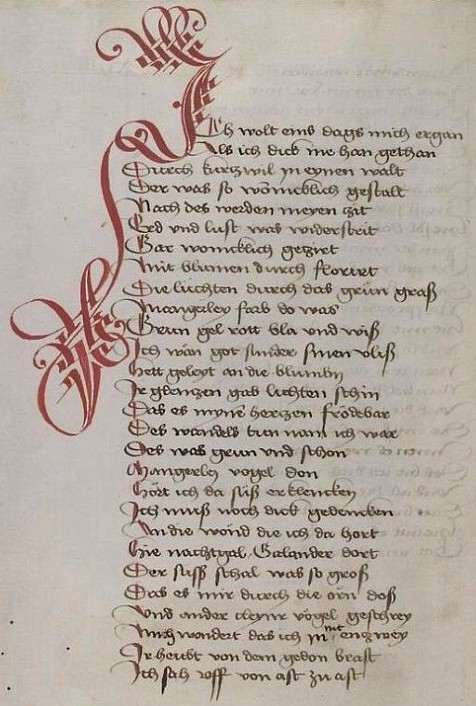
Beginn der Minnerede Das Kloster der Minne im Cod. pal. germ. 313.

Das Kloster der Minne ist eine Minnerede beziehungsweise Minneallegorie aus dem 2. Viertel des 14. Jahrhunderts. Das Gedicht besteht bei variierender Überlieferung aus bis zu 1890 Reimpaarversen und entstand vermutlich zwischen 1330 und 1350 in Süddeutschland. Der Verfasser ist nicht bekannt.
Das Kloster der Minne handelt von einem Wanderer, dem durch eine berittene Botin der Weg zu einem Kloster gewiesen wird. Im Kloster, dessen Vorsteherin die Frau Minne selbst sein soll, trifft er auf eine Bekannte, die ihm das Gebäude zeigt und mit der er sich ein Turnier ansieht, bevor er das Kloster wieder verlässt. Die Minne hat er trotz mehrfachen Nachfragens nicht persönlich kennengelernt, da sie nur in ihrer Wirkung auf die Klosterbewohner sichtbar ist.
Aufgrund der unsicheren zeitlichen Einordnung und der Anonymität des Verfassers ist das Kloster der Minne seit dem 19. Jahrhundert immer wieder in den Fokus der Literaturwissenschaft gerückt, für die es bis ins späte 20. Jahrhundert vor allem unter dem Aspekt einer mutmaßlichen inhaltlichen Verwandtschaft mit den Ordensregeln des Klosters Ettal von Interesse war.
Auf inhaltlicher Ebene liegt die Besonderheit des Werkes im Vergleich zu anderen erzählenden Minnereden und Minneallegorien darin, dass es auf Personifikationen verzichtet, Frau Minne also beispielsweise nicht als Frau in Erscheinung tritt.

## Überlieferung

### Cod. Donaueschingen 104 („Liedersaal-Handschrift“)
Die älteste bekannte Handschrift des Klosters der Minne ist im Cod. Donaueschingen 104 enthalten. Der Kodex entstand um 1433 und ist in alemannischem Dialekt verfasst. Der Schreiber stammte vermutlich aus Konstanz. Die Handschrift war ursprünglich 269 Blatt stark, Das Kloster der Minne weist dabei eine Länge von 1890 Versen auf. Von allen drei überlieferten Handschriften ist sie die älteste und zuverlässigste Version, die zudem am besten erhalten ist. Die Minnerede besitzt in der Donaueschinger Handschrift keine Überschrift. Der Cod. Donaueschingen 104 wird heute in der Badischen Landesbibliothek aufbewahrt.
Joseph von Laßberg veröffentlichte die Donaueschinger Handschrift in den Jahren 1820 bis 1825 unter dem Titel Lieder Saal. Das ist Sammlung altteutscher Gedichte aus ungedruckten Quellen. Laßberg gab der damals überschriftlosen Minnerede den Titel Das Kloster der Minne. Nach Laßberg, der das Kloster der Minne als schönstes Werk seiner Sammlung ansah, wird der Cod. Donaueschingen 104 auch als „Liedersaal-Handschrift“ bezeichnet.

### Codex Dresden M 68

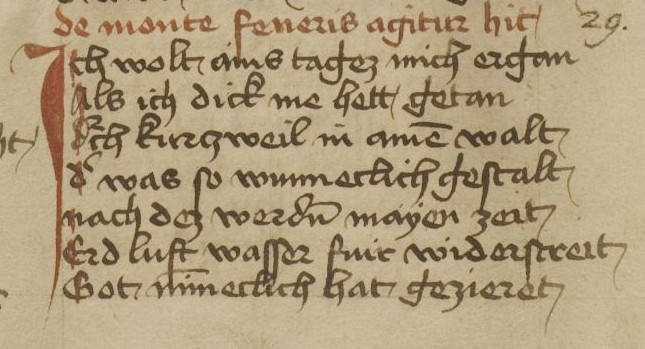
Beginn der Minnerede De monte feneris agitur hic im Codex Dresden M 68.

Der Codex Dresden M 68 stammt aus Augsburg und wurde 1447 von Peter Grienninger in ostschwäbischem Dialekt verfasst. Die Handschrift zählt insgesamt 79 Blatt und beinhaltet 35 kleinere poetische Texte, wie Mären, Gebete, Liebesbriefe und Minnereden, darunter die Minnelehre Johanns von Konstanz. Das Kloster der Minne umfasst in dieser Handschrift 1866 Verse. Von den überlieferten Handschriften ist der Codex Dresden M 68 der mangelhafteste. Er enthält zahlreiche Einzelverse, die teilweise sogar den Sinn beeinträchtigen, und weist überzählige Plusverse auf, während gleichzeitig Reimpaare der anderen Handschriften fehlen. Auch in der Rechtschreibung war Peter Grienninger nicht immer sicher: Die Minnerede erhielt durch Grienninger den Titel De monte feneris agitur hit, was auf De monte feneris agitur hic (Übers.: Dies handelt von dem Venusberg) berichtigt wurde. Die Handschrift wird heute in der Sächsischen Staats- und Universitätsbibliothek Dresden aufbewahrt.

### Cod. Pal. germ. 313
Die jüngste überlieferte Handschrift des Klosters der Minne wird in der Universitätsbibliothek Heidelberg aufbewahrt. Der Cod. Pal. germ. 313 ist 498 Seiten stark und stammt aus dem Jahr 1478. Er wurde in nordalemannisch-südfränkischem Dialekt verfasst, weswegen heute das Oberrheingebiet als Ursprung des Schreibers vermutet wird. Der Cod. Pal. germ. 313 beinhaltet neben dem Kloster der Minne, das auf 63 Seiten und in 1884 Versen überliefert ist, 55 weitere Minnereden unter anderem von Heinrich der Teichner (Ritter oder Knecht), Meister Altswert (Das alte Schwert, Der Kittel) und Fröschel von Leidnitz (Belauschtes Liebesgespräch). Die Minnerede Das Kloster der Minne wird von Johanns von Konstanz Minnelehre und Hermanns von Sachsenheim Spiegel umschlossen.

### Handschriftenverhältnis
Keine der drei Papierhandschriften, die Das Kloster der Minne überliefern, stellt den ursprünglichen Archetypus dar. Es können auf der Grundlage der bekannten Handschriften zwei Überlieferungszweige des Klosters der Minne rekonstruiert werden. Der Codex Donaueschingen bildet einen der beiden Zweige, da ihm vier Verse fehlen, die sowohl der Codex Dresden M 68 als auch der Cod. pal. germ. 313 enthalten. Weil beiden jüngeren Handschriften ein Vers fehlt, den der Codex Donaueschingen besitzt, muss es für diese Handschriften eine gemeinsame Vorlage geben, die sich auf den Archetypus bezieht. Der Codex Dresden M 68 kann zudem nicht dem Cod. pal. germ. 313 als Vorlage gedient haben, weil der Cod. pal. germ. 313 gemeinsam mit der Donaueschinger Handschrift Verse enthält, die im Codex Dresden M 68 fehlen. Das Alter der Handschriften schließt zudem eine Kopie des Codex Dresden M 68 vom Cod. pal. germ. 313 aus.

## Inhalt

### Spaziergang im Wald
Der Ich-Erzähler unternimmt im Mai einen Spaziergang, der ihn in einen Wald führt. Er bewundert die Blumen, die grünen Baumkronen und den Gesang von Nachtigall und Lerche. Bald sieht er zwischen den Bäumen eine Reiterin. Er versteckt sich vor ihr, bis ihr Pferd nah bei seinem Versteck ist, und gibt sich erst dann zu erkennen. Er greift das Pferd beim Zaumzeug und hindert die Dame so am Weiterreiten. Bevor er sie ziehen lässt, will er wissen, was Ziel und Zweck ihres Ausritts allein im Wald sei. Die Frau erklärt ihm, dass sie als Botin der werdi Minne unterwegs sei, die als edle Königin Gewalt über alle Länder der Erde habe. Der Ich-Erzähler ist mit der Auskunft noch nicht zufrieden und verlangt zu wissen, was die Absicht ihrer Reise sei. Die Reiterin erklärt, dass sie nach Frauen, Rittern und Knechten suche, die zur Minne kommen sollen. Nach nochmaligem Nachfragen gibt die Reiterin weitere Details preis: Ein (Bau-)Meister hätte ein einzigartiges, riesiges Kloster geschaffen, in dem die Minne leben würde. Wer sich in das Kloster begibt, der habe ein wunderbares Leben, und es begäben sich daher Menschen aus allen Gesellschaftsschichten dahin: Könige, Herzoge, Grafen, Mägde, Ritter und Knechte. Alle Bewohner müssten sich an eine Klosterregel halten, nach der sie der Minne Untertan sein sollten, ihre Leben also von der (höfischen) Liebe bestimmt sein lassen sollten. Sie dürften singen, lesen, Musik machen und tanzen. Zahlreiche Spiele wie Kegeln, Schach, Mühle oder Würfeln um Geld wären erlaubt, die Klosterinsassen dürften fechten, ringen, auf die Jagd gehen und natürlich Turniere reiten. Wer sich nicht im Sinne der Minne zu benehmen wisse, würde des Klosters verwiesen oder auf andere Weise hart bestraft.
Einmalig sei die Form und Art des Klosters: Es sei kreisrund und unvorstellbar groß. ez wart kain pferd nie so snel, / das es in ainem gantzen jar / das closter umbe lüffe gar. Das Kloster habe zwölf Pforten, die für je einen Monat stehen. Theoretisch haben die Bewohner des Klosters also die Möglichkeit, ständig in ihrem Lieblingsmonat zu leben. Der Ich-Erzähler ist fasziniert von dieser Welt und begehrt, das Kloster der Minne mit eigenen Augen zu sehen. Die Reiterin beschreibt ihm den Weg zum Kloster, das der Erzähler – an einer Weggabelung den rechten Weg wählend – so über die Mai-Pforte betreten wird. Der Erzähler ist mit den Antworten zufrieden und lässt die Reiterin weiterziehen. Er selbst trifft nach kurzer Zeit auf das Kloster der Minne.

### Ankunft am Kloster
Als er vor den Mauern des Areals steht, zieht eine Schar von Männern und Frauen aus der Klosterpforte ins Freie und versammelt sich zu einem Reigen. Es scheint sich dabei um Liebespaare zu handeln, die sich nach dem Tanz paarweise in den Schatten der Bäume vor der Klosterpforte setzen. Der Ich-Erzähler bemerkt an zahlreichen Fingern (Ehe-)Ringe und fühlt sich elend. Unter den Paaren sind auch zahlreiche Bekannte aus früheren Tagen, die den Ich-Erzähler jedoch nicht erkennen. Plötzlich wird eine Glocke geschlagen. Ein Junker kündigt damit die Ankunft von 500 Rittern und Knechten an, die mit den Klosterinsassen ein Turnier abhalten wollen. Als Preis im Speerkampf wird dem besten Ritter das Wappen eines Löwen mit goldener Kette versprochen. Der beste Knecht soll das Wappen eines Leoparden mit silberner Kette erhalten. Die Männer gehen in das Kloster zurück, um sich auf das Turnier vorzubereiten.

### Rundgang durchs Kloster
Unter den zurückgebliebenen Frauen entdeckt der Erzähler eine gute Bekannte. Sie erzählt ihm, dass sie bereits seit zehn Jahren im Kloster lebt und zeigt ihm in Begleitung einiger anderer Frauen das Kloster: Der große Klosterhof wird von einem Hauptgebäude umschlossen, in das von jeder der vier Wände eine Tür führt. Das Gebäude besitzt Balkone und Erker und ist aus verschiedenfarbigem, teilweise durchbrochenem Marmor gefertigt. Die Wände glänzen wie Spiegel, sodass das ganze Gebäude dem Ich-Erzähler als unvergleichlich schön erscheint. Seine Begleiterin weist jedoch darauf hin, dass es in dem Kloster zahlreiche dieser Gebäude gibt.

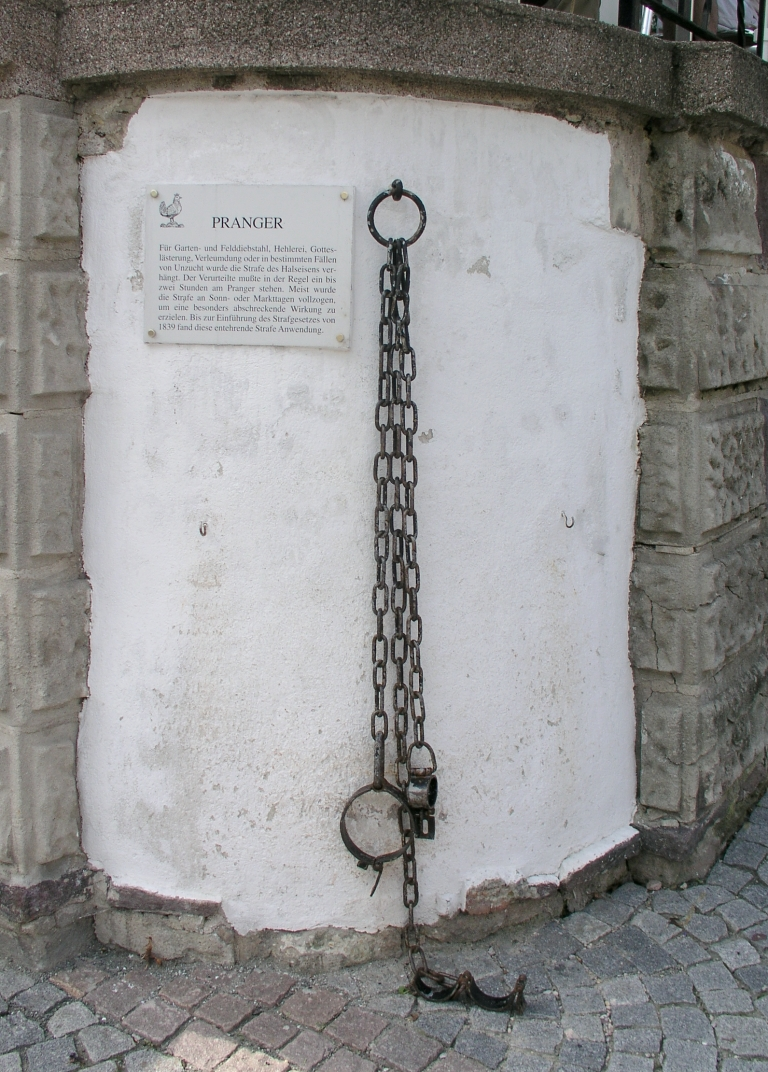
Das Halseisen war eine übliche Form der Bestrafung im Mittelalter. Im Kloster der Minne wird auf diese Weise ein Schwätzer bestraft.

Da das Turnier bald beginnen soll, verabschieden sich die anderen Frauen vom Ich-Erzähler. Die Bekannte bleibt bei ihm und geht im Gespräch auf die Art des Ordens ein. Die Minne regiere über alle Klosterbewohner, denen jedoch ein Abt und eine Äbtissin sowie ein Prior und eine Priorin vorstünden. Wer sich nicht an des closters regel halte, der werde bestraft werden. Welcher Art die Strafen sind, zeigt sie bei einem Rundgang durch das Gefängnis des Klosters: Ein Schwätzer ist mit einem Halseisen gefesselt. Er bittet den Ich-Erzähler um Brot, da er vor Hunger stürbe und fleht den Ich-Erzähler an, beim Abt für ihn um Gnade zu bitten, da er bereits seit drei Jahren wegen der Beleidigung einer Frau gefangen sei. Die Begleiterin warnt den Ich-Erzähler, dass er sich unbeliebt machte, wenn er bei dem Abt in dieser Sache vorspräche. Nachdem ihr der Erzähler versprochen hat, sich nicht für die Gefangenen einzusetzen, führt die Begleiterin ihn zu einem Prahler, der auf altem Stroh an einen Fußblock gefesselt liegt. Ursprünglich war er ein edler Knecht, der jedoch mit seinen Liebschaften geprahlt hat. Auch Spötter, Neider, Wankelmütige und Feige befinden sich im Gefängnis des Klosters, doch entscheidet sich der Ich-Erzähler, mit seiner Begleiterin zu den anderen Frauen zurückzukehren und das Turnier anzusehen.

### Das Turnier
Der Ich-Erzähler und seine Bekannte sehen die Mönche des Klosters in Ritterrüstung aufziehen. Kurz darauf erscheinen auch die Gäste des Klosters auf dem Palasthof und das Turnier beginnt. In dessen Verlauf gibt sich der Ich-Erzähler als unparteiisch aus, weiß aber gleichzeitig nur selten, wer zu den Gästen und wer zu den Klosterinsassen gehört. Als bester Ritter wird zum Ende des Turniers der Prior ausgezeichnet, als bester Knecht der Pförtner des Klosters. Beide werden erneut von Gästen angegriffen, nachdem sie ihre Preise erhalten haben. Der Prior kann sich erfolgreich verteidigen, hingegen wird der Pförtner schwer verletzt und muss vom Platz getragen werden. Als der Ich-Erzähler seine entsetzte Begleiterin darauf hinweist, dass Turniere brutal sein müssen, um die Herzen der Frauen zu gewinnen, belehrt ihn seine Bekannte: Turniere nützten in erster Linie nur dem Ritter oder Knecht, der im Spiel seine kämpferischen Fähigkeiten verbessern und sich damit einen Namen machen könne. Männer, die nur um der Gunst der Frau willen kämpfen, gäbe es sicherlich einige, doch hätten die den eigentlichen Sinn des Turniers missverstanden. Der Ich-Erzähler und seine Bekannte unterhalten sich über die Grundanlage des Klosters, in dem Verräter, Räuber und Wucherer keinen Platz haben. Doch wer sich möcht begeben / und dise regel halten, / der möcht in fröuden alten / und doch da by dienen got. Als der Erzähler sich schließlich wünscht, die Minne in Person zu sehen, begründet er dies mit Berichten, nach denen die Minne mit ihrem Pfeil Körper und Herz verwunden würde und Menschen sich daraufhin quälen würden. Seine Bekannte erklärt ihm, die Minne selbst sei unsichtbar und nur in all ihren Wirkungen zwischen den Männern und Frauen des Klosters zu erkennen, was ihr der Ich-Erzähler aber nicht glauben will. Als sich die Bekannte von ihm verspottet fühlt, entschuldigt er sich bei ihr und bedankt sich für ihre Hilfe. Sie deutet an, dass sie ein Paar werden könnten, wenn sie ihn länger kenne. Da die im Turnier besiegten Gäste in 12 Tagen wiederkommen wollen, lädt die Bekannte den Ich-Erzähler in 12 Tagen wieder ins Kloster ein. In dieser Zeit könne sich der noch unschlüssige Mann entscheiden, ob er den Rest seines Lebens im Kloster verbringen wolle oder nicht.

### Abschied
Die Bekannte und eine ihrer Freundinnen wollen den Ich-Erzähler zur Klosterpforte bringen, kehren aber noch kurz in das Zimmer der Bekannten ein, das reich geschmückt und verziert ist. Der Ich-Erzähler fühlt sich in dem kleinen Raum unbehaglich. Als die Bekannte ihm ihr großes Bett zeigt, würde er sich gerne (mit ihr) auf das Bett werfen, getraut sich aber nicht. Die Begleiterin, die seine Gedanken errät, lacht ihn aus. Zusammen trinken sie St. Johannis Minne, danach lässt der Ich-Erzähler beide Frauen in dem Zimmer zurück und begibt sich eilig aus dem Kloster. Er gelangt wieder in den Wald, wo ihm der Gesang der Vögel und die Blumen im Gegensatz zum bunten Klostertreiben nichtig erscheinen. Er sehnt sich nach dem Kloster zurück und weiß, dass lat mich got so lang leben, / ich wil mich in daz closter geben / und wil die regel halten / und in dem closter alten.

## Gattung, literarische Vorlagen und Stilistik

### Gattung
Das Kloster der Minne zählt zur hauptsächlich im späten Mittelalter verbreiteten literarischen Gattung der sogenannten Minnereden und kann auch als Minneallegorie bezeichnet werden.

#### Minnerede
Der Text ist eine Minnerede, weil er das Thema der weltlichen Liebe (mittelhochdeutsch Minne) über weite Teile hinweg lehrhaft beziehungsweise belehrend behandelt. Dies ergibt sich aus der Handlung: Fragen des Erzählers werden durch seine Begleiterin beantwortet, Gegenfragen vom Erzähler schließen sich an. Der Verlauf der Handlung folgt dem Gang des Lehrgesprächs zwischen dem Ich-Erzähler und seiner Dame sowie zwischen dem Ich-Erzähler und der Minnebotin im Wald zu Beginn der Handlung. Lehrhafte Abschnitte wechseln jedoch ab mit erzählenden und beschreibenden Passagen (zum Beispiel während des Turniergeschehens).

#### Minneallegorie
Mit Einschränkungen kann Das Kloster der Minne als Minneallegorie bezeichnet werden. „Es fehlt nämlich insofern die eigentliche Allegorie, als nicht nur keine der … sonst beliebten Personifikationen wie Ehre, Scham, Stäte, Würde, Zuversicht u. dergl., sondern auch die Minne selbst nicht, die vielgenannte, persönlich auftritt.“ Die diesbezügliche Erwartungshaltung des Lesers wird vielmehr bewusst getäuscht, indem die Minne im Gespräch des Erzählers mit der Botin scheinbar als Person beschrieben wird, so ist sie die Herrin der Botin und hat gewalt über alli lant; sie ist ain edli künigin. Der Erzähler fragt sich daher folgerichtig, als er am Kloster angekommen die Bewohner tanzen sieht, ob die Minne vielleicht eine der tanzenden Frauen sei. Seiner Begleiterin erklärt er, die Minne sehen zu wollen, und sie führt ihn zu den Menschen des Klosters, die in Eintracht beisammen sind. Der Erzähler erwartet dennoch, die Minne als Person zu erblicken.
ich sprach: „liebi fro, sagt an,
wenn nü kömt die Minne?“
si sprach: „hastü nit sinne,
ald wie ist dir beschechen?
wiltü nit minne sechen
hie uff diesem theras,
so frag nach minn nit furbaß!“
Frau Minne ist also ausschließlich in ihren Wirkungen auf die Menschen sichtbar, nicht jedoch physisch anwesend. Glier bezeichnet die Minnekonzeption des Textes als „eher mittelbare Allegorie“. Richter verweist auf „eine ältere Auffassungsweise“, die die Minne eher als geisterhaftes, unsichtbares Wesen definiert, wie es zum Beispiel im Lehrgedicht Die Winsbekin der Fall ist, in dem die Tochter die Mutter fragt: nu sage mir ob diu Minne lebe / und hie bî uns ûf erde sî / od ob uns in den lüften swebe, woraufhin die Mutter in Verweis auf Ovid entgegnet, dass si vert unsictic als ein geist.

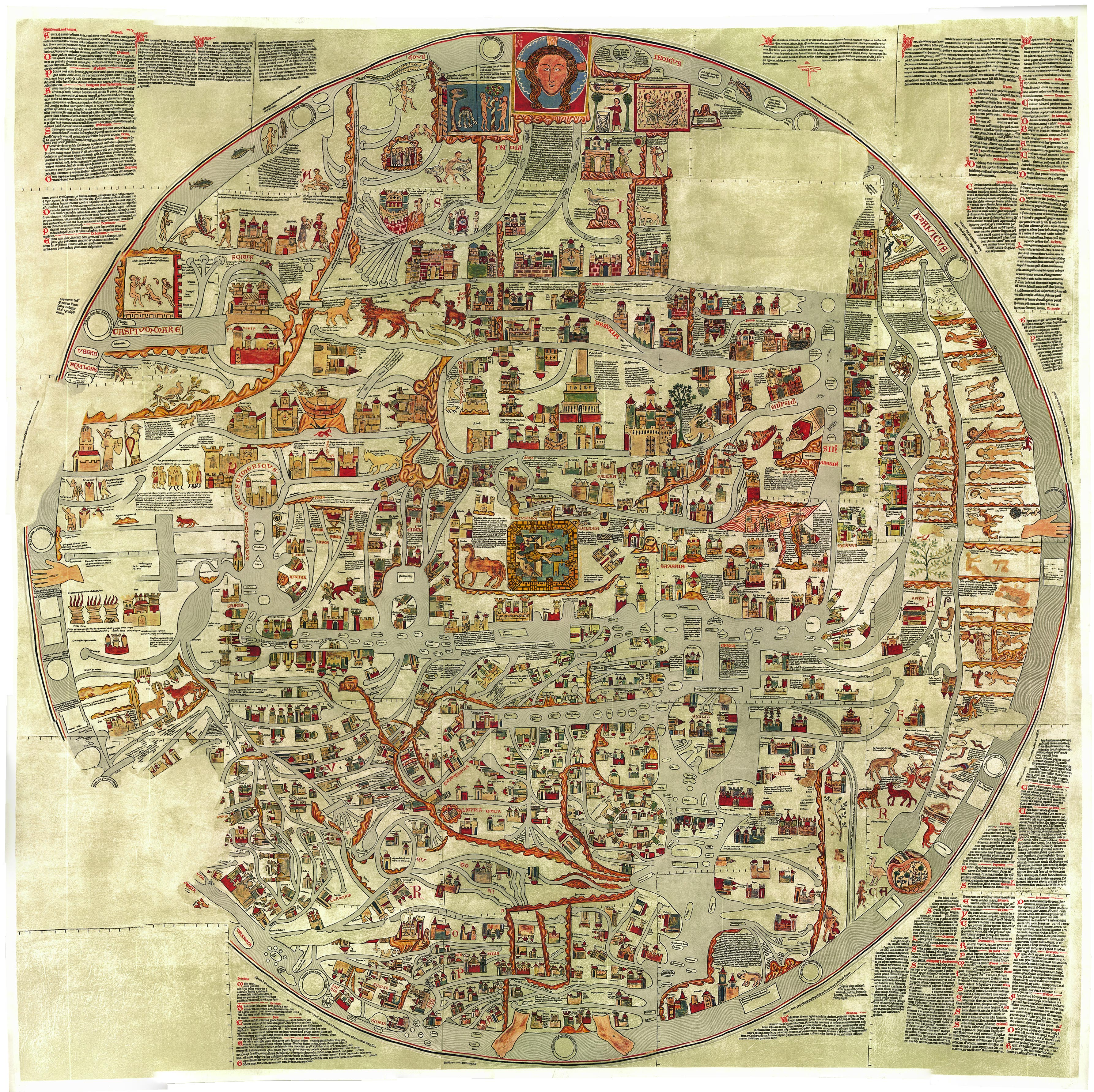
Fläche der Welt, die im 14. Jahrhundert bekannt war, auf der Ebstorfer Weltkarte um 1300

Allegorisch in Ansätzen deutbar ist der Klosterbau. Er hat zwölf Pforten, die für jeweils einen Monat stehen und im Klosterinnen- und Vorraum so zwölf verschiedene klimatische Zonen erzeugen. Er ist kreisrund und zudem so groß, dass die Zahl der Bewohner unendlich ist und ein Pferd das Kloster in einem Jahr nicht umlaufen könnte. Wolfgang Achnitz nutzte diese Angaben zu folgender Berechnung:

„Nimmt man diese Angabe wörtlich und geht großzügig davon aus, daß ein um Eile bemühtes Pferd je nach Gangart etwa 60 Kilometer am Tag zurücklegt, so ergibt sich ein Umfang der Anlage von knapp 22000 Kilometern, woraus sich ein Durchmesser von rund 7000 Kilometern errechnen lässt. Dies entspricht fast der Entfernung vom nördlichen Polarkreis bis zum Äquator oder derjenigen von Gibraltar im Westen bis nach Indien im Osten, mithin der Fläche des gesamten bekannten orbis terrarum des 14. Jahrhunderts.“

Somit wäre das Kloster nicht als realer Bau zu verstehen, sondern ausschließlich allegorisch auf den Herrschaftsbereich der Minne zu beziehen, der auch im Text selbst erwähnt wird: sie hat gewalt über alli lant und im Hinblick auf die gleichzeitig existierenden Jahreszeiten auch zu jeder Zeit. Die Größe des Klosters und die klimatischen Besonderheiten werden im Werk zwar zu Beginn genannt, „jedoch nicht zu voller Anschaulichkeit durchentwickelt“ und spielen im weiteren Verlauf der Handlung keine Rolle mehr. Für Anke Roeder kann man das Kloster der Minne daher „eher als Minnerede denn als Allegorie bezeichnen“.

### Literarische Vorlagen und Weiterwirken
Das Motiv des allegorischen Klosters findet sich bereits in der lateinischen Dichtung des Mittelalters, so in Hugo de Folietos Werk De claustro animae aus dem Jahr 1160. Im dritten und vierten Buch seines Traktats stehen die vier Seiten des Klosters des himmlischen Jerusalem für die vier Kardinaltugenden.
Andreas Capellanus’ (Andreae Capellani) Traktat De amore libri tres entstand um 1185. Hier steht in der Mitte der (Toten-)Welt ein palatium amoris. Dabei handelt es sich um einen viereckigen Palast mit vier Toren. Im Osten befindet sich Gott Amor, der seine Liebespfeile aussendet. Im Süden stehen die Frauen, die ihr Palasttor immer offen halten. Sie sind offen für die Liebe, weil sie direkt von Amors Pfeilen getroffen werden. Im Westen streifen Prostituierte vor ihrem Palasttor herum, die niemanden abweisen, jedoch nicht von Amors Pfeil getroffen werden. Im Norden sind die Tore verschlossen. Die Frauen wiesen zu Lebzeiten die Liebe ab und wurden daher von Amor verdammt.
Das Kloster der Minne greift in seiner Gestaltung auf Motive der lateinischen Dichtung zurück, verknüpft sie jedoch auch mit Erzählungen um den Wohnort der Liebesgöttin, wie De monte feneris agitur hic mit dem Verweis auf den Venusberg-Stoff zeigt. Dieser wurde in Form der „Minnegrotte“ zum Beispiel in Gottfrieds von Straßburg Tristan verarbeitet.
Beeinflusst haben mag das Kloster der Minne das 1472 entstandene Werk Das weltliche Klösterlein. Direkte Beziehungen sind jedoch nicht nachweisbar. Auch die Meister Altswert zugeschriebenen Minneallegorien (vor allem Der Tugenden Schatz) weisen Parallelen zum Kloster der Minne auf. „Doch sonst hat das Gedicht – im Unterschied zur etwa gleichzeitigen allegorischen Minnelehre Hadamars von Laber – kaum erkennbar weitergewirkt.“

### Stilistik
Das Kloster der Minne ist ein „in gewandten Versen geschriebenes Gedicht“. Es ist in Paarreimen verfasst, der Versbau ist fließend. Die Erzählweise ist einfach gehalten, so bestehen weite Teile des Textes aus dem Gespräch des Erzählers mit der Botin der Minne und seiner Begleiterin im Kloster. Auf seine Fragen folgen die Erklärungen der Begleiterin oder aber die Begleiterin stellt Fragen, inwieweit dem Erzähler das, was er sieht, zusagt. Dafür werden formelhafte Wendungen genutzt, die Fragen der Begleiterin zum Beispiel regelmäßig mit lieber gesell, nü sage mir … oder lieber gesell, wie gefellet dir eingeleitet. Diese Struktur wurde als „bequemes Mittel zur Kapiteleinteilung und zur Gliederung besonders bei größeren beschreibenden Gedichten“ angesehen, jedoch auch kritisiert: „Belebung erwächst aus solchem Scheindialog wenig.“
Der Verfasser bedient sich rhetorischer Stilmittel wie Wortballungen und Parallelismen, die Schwäche des Textes ist jedoch die Gleichförmigkeit der Ausdrucksweise. Lobesvokabeln, die zum Beispiel bei der Beschreibung des Klosters oder der Kammer der Begleiterin gebraucht werden, beschränken sich im Wesentlichen auf die Worte schön, kostlich und rich, die wiederholt verwendet werden. Die Turnierschilderung findet ihre Grundlage in der Kombination der Worte rennen und stechen. Dennoch galt das Kloster der Minne zum Beispiel für Laßberg als schönstes Gedicht seines Liedersaals, das unter anderem durch die Anschaulichkeit des Erzählten erklärt werden kann: „Immer wieder wird dabei die Gelegenheit wahrgenommen, durch detailliertes, einfallsreiches Ausgestalten einer Szene oder Situation Unverwechselbares zu schaffen, nicht nur Topoi noch einmal zu variieren“. Schaus hebt zudem die Natürlichkeit der Schilderungen und Glier die „ungewöhnlich leicht und abwechslungsreich gestaltet[en]“ Gespräche hervor.

## Verfasserfrage und zeitliche Einordnung
Da sowohl Verfasser als auch die zeitliche Entstehung nicht aus dem Werk selbst hervorgehen, bietet die Minnerede Das Kloster der Minne Raum für Interpretationen und Spekulationen. Dabei wurde seit der „Wiederentdeckung“ des Werkes im Zuge der Veröffentlichung durch Joseph von Laßberg immer wieder versucht, die Entstehungszeit und den Verfasser näher zu bestimmen.

### Löwenbund
Im Jahr 1895 ordnete Georg Richter das Werk zeitlich in die zweite Hälfte des 14. Jahrhunderts ein. Dies sah er vor allem in den Turnierpreisen bewiesen, die für den besten Ritter das Wappen eines Löwen mit goldener Kette und für den besten Knecht einen Leoparden mit silberner Kette vorsahen. Richter sah darin eine Parallele zum Löwenbund als gegeben an, der 1379 gegründet wurde. Jeder Ritter musste einen goldenen und jeder Knecht einen silbernen Löwen als Abzeichen tragen, laut einer Chronik des Straßburgers Jakob Twinger von Königshofen soll es sich wahlweise um einen Löwen oder Panther aus Gold oder Silber gehandelt haben. Ein Löwe an einer Kette wäre zudem in der Forschung als Abzeichen der Löwengesellschaft angesehen worden. Daher sah Richter die Entstehungszeit der Minnerede nach 1379 als gegeben an, eine Sicht, die in der heutigen Forschung nicht mehr geteilt wird. Zum einen hat die weltliche Rittergesellschaft des Löwenordens im geistlichen Ritterorden des Klosters der Minne im politischen Bereich keine Spuren hinterlassen, zum anderen sind Löwe und Panther häufig vorkommende mittelalterliche Wappentiere, sodass aus einer bloßen Ähnlichkeit der Gesellschaftsabzeichen kein Hinweis auf eine Abhängigkeit bestehen kann.

### Klage um eine edele Herzogin
In Laßbergs Liedersaal folgt auf das Kloster der Minne unmittelbar die anonyme Minnerede Klage um eine edle Herzogin. Hier trifft der Dichter auf eine Schar Ritter und Freunde, die den Tod einer Herzogin von Kärnten und Tirol, geb. Gräfin von Savoyen bejammern. Sie erinnern sich an die Zeit, als die geschätzte Frau noch lebte und beschreiben unter anderem ein Turnier, wie es sich an ihrem Hof zuzutragen pflegte. Richter und Emil Schaus sahen bereits im 19. Jahrhundert eine Verbindung beider Turnierschilderungen als gegeben an. Während Richter nur eine Abhängigkeit anerkannte, ging Schaus so weit, denselben Verfasser für beide Werke anzunehmen. Dies sah er neben sprachlicher Übereinstimmung der Turnierschilderungen auch in dem sonst nicht belegten Wort walke(n) (in der Bedeutung von „Balkon“) belegt, das sich in beiden Minnereden findet. Auch Ehrismann sieht eine Verfasseridentität „durch verschiedene wörtliche Anklänge erwiesen“, während Niewöhner durch sprachliche Abweichungen und „beträchtliche Unterschiede in Verstechnik und Stil“ eine Verfassergleichheit ausschließt. Glier sieht zwar ebenfalls sprachliche Unterschiede, möchte eine Verfassergleichheit dennoch nicht ausschließen: „Die sprachlichen Unterschiede fallen nicht so stark ins Gewicht. Die ‚Totenklage‘ ist stilistisch, metrisch und reimtechnisch wohl unbeholfener als das ‚Kloster der Minne‘, aber es ist dennoch nicht auszuschließen, dass beide Werke eines Dichters sind, dessen Gewandtheit im Schreiben zugenommen hat.“ Zudem sieht sie wie Schaus, dass „die Turnierschilderungen in beiden Gedichten so weit überein[stimmen], daß man dahinter irgendwelche Abhängigkeiten vermuten muß.“ Für einen gleichen Verfasser spricht zudem, dass beide Minnereden sowohl im Donaueschinger Codex 104 gemeinsam überliefert wurden als auch im Heidelberger Cod. pal. germ. 313 enthalten sind.
Laßberg vermutet in der verstorbenen Gräfin die dritte Ehefrau Heinrich von Kärntens, Beatrice von Savoyen. Da die Klage auf den Tod der Dame reagiert und nach sprachlichen Indizien früher als das Kloster der Minne entstanden ist, ergibt sich so eine Entstehungszeit des Klosters der Minne nach 1331.
Auch der soziale Hintergrund des Autors ließe sich bei einer Verfassergleichheit näher bestimmen. In der Klage um eine edle Herzogin nennt sich der Verfasser wie auch im Kloster der Minne „junker“ und ist als wandernder Sänger ritterlichen Standes unterwegs. Er kann lesen und schreiben und ist ein Schwabe, „ein fahrender, der um guten lohn mit einer allegorie nach dem zeitgeschmack den Kärntner herzog zu trösten sucht […] und der ein andermal bei Ludwig dem Bayern seinen dank verdienen will durch eine phantastische verherlichung der kaiserlichen lieblingsschöpfung.“

### Das Kloster Ettal

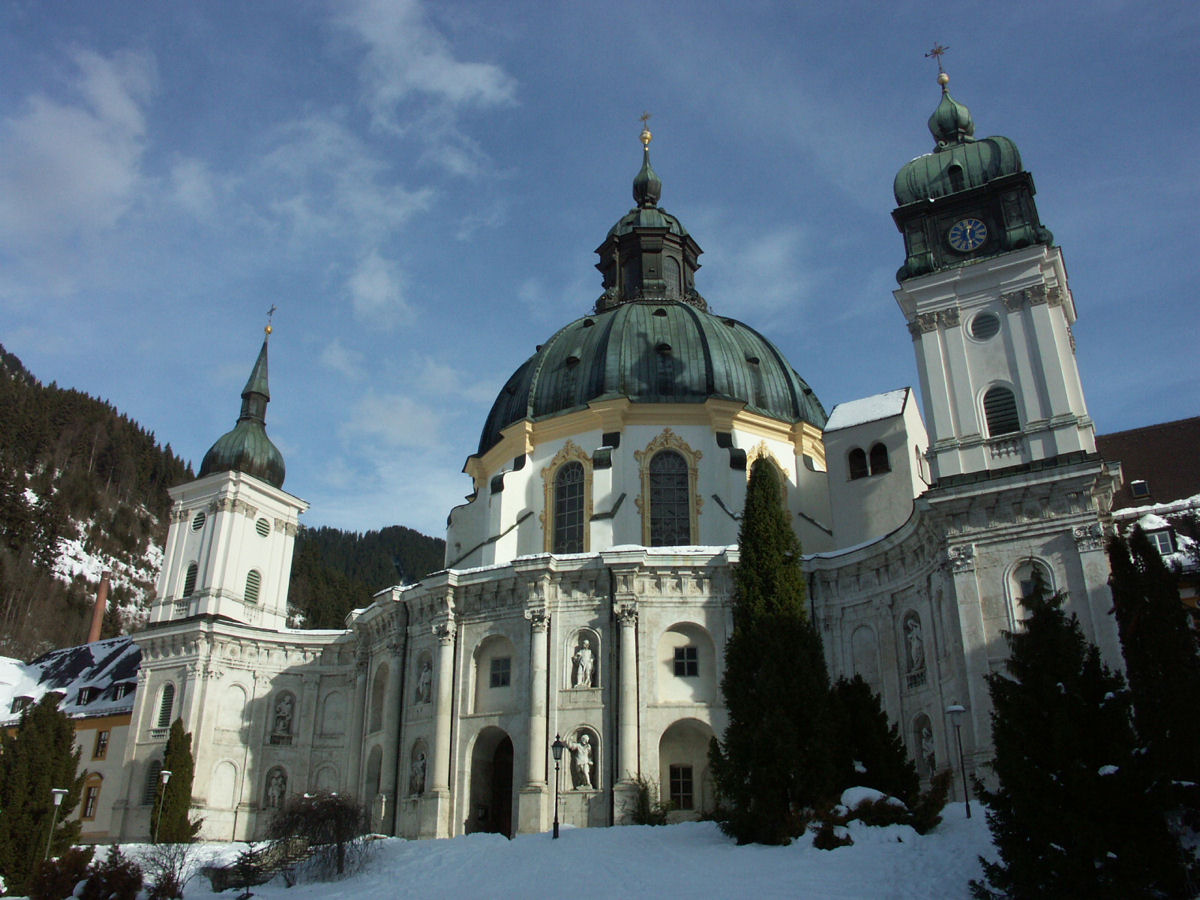
Das Kloster Ettal in der barocken Gestalt des 18. Jahrhunderts

Sehr hartnäckig in der Erforschung der Entstehungszeit hält sich die Suche nach einer Verbindung des Klosters der Minne mit dem Kloster Ettal, die sich, wie Wolfgang Achnitz zeigt, als fruchtlos erweist. Hier ergäbe sich – durch die Gründung Ettals 1330 bedingt – eine Entstehungszeit des Klosters der Minne in den 1330er Jahren beziehungsweise zeitnah nach der Erbauung des Klosters bis maximal 1350.

#### Die Ettaler Regel
Das Kloster Ettal wurde 1330 gegründet und erhielt mit der in deutscher Sprache abgefassten Ettaler Regel 1332 eine niedergeschriebene Lebensordnung, die den Alltag im Kloster festlegte. Neben Priestern und Mönchen sollten so auch 13 Ritter mit ihren Frauen im Kloster leben. Starb ein Ritter, durfte seine Frau bis zu ihrem Tod im Kloster bleiben. Die Ritter und ihre Frauen durften auf die Jagd gehen und spielen, jedoch nicht um Geld. Auch das Tanzen und übermäßiger Alkoholgenuss war untersagt, Kinder durften nicht ins Kloster mitgebracht werden; im Kloster geborene Kinder mussten Ettal nach ihrem dritten Lebensjahr verlassen. Die Kleidung sollte einfach sein und war farblich festgelegt. Ritter durften keine eigenen Pferde haben, konnten sich jedoch bei dem Kloster vorstehenden Meister Pferde borgen.

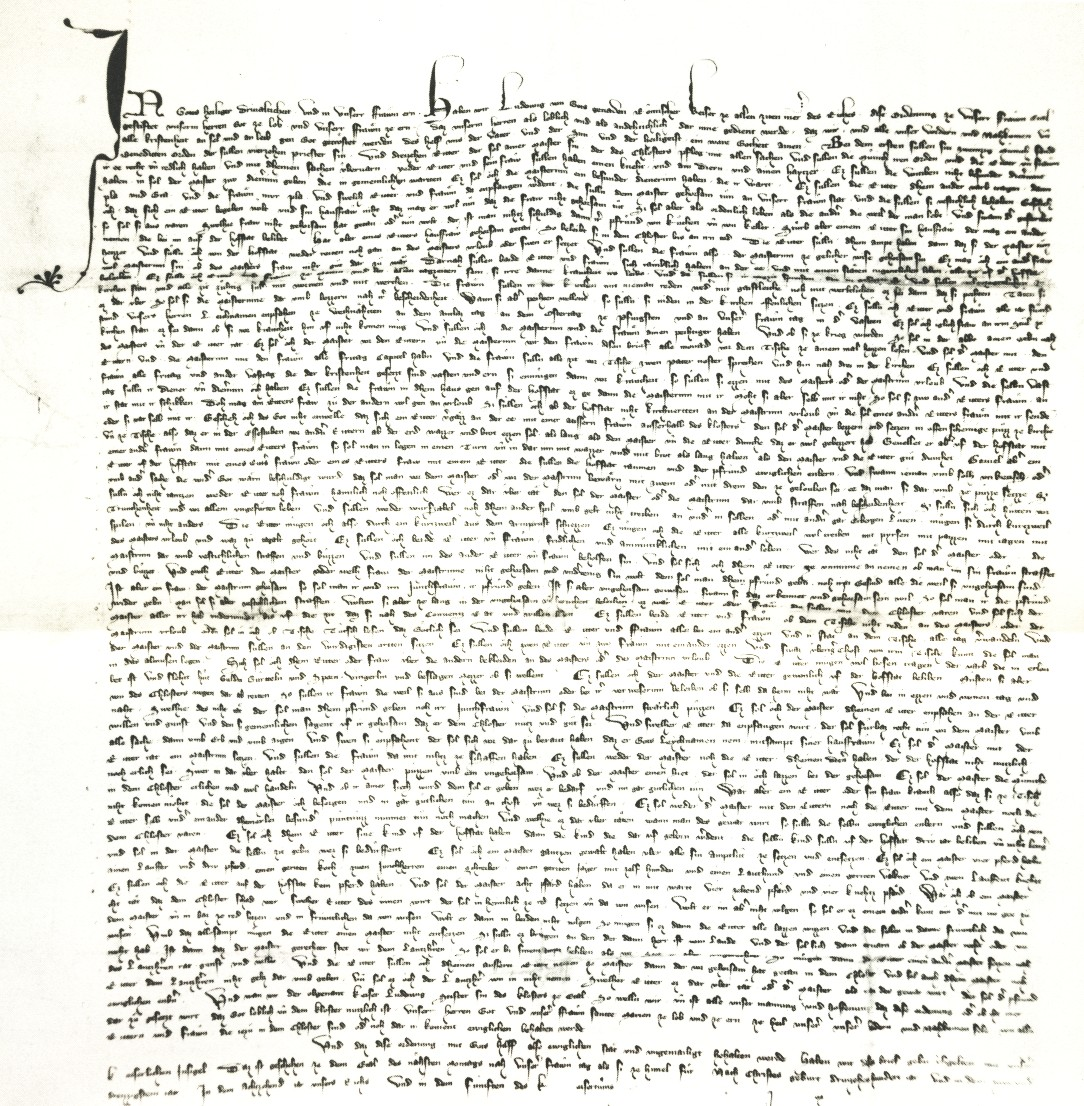
Die Ettaler Regel

Auch das Kloster der Minne verfügt über eine „Klosterregel“, die den Text wie ein roter Faden durchzieht. Immer wieder wird betont, dass ein Bewohner dez closters regel einhalten müsste. Diese besteht darin, der Minne untertan zu sein und ihr nicht zuwiderzuhandeln. Gleichzeitig kann nur der im Kloster bleiben, der tatsächlich von dü Minn mit ir strale getroffen wurde. Der Ich-Erzähler fasst also richtig zusammen: der hat gar unrecht / er sy ritter oder knecht / der sich dez nimet an / das er nit in hertzen mag han. Nur wenn das Handeln von Liebe im weitesten Sinne geprägt ist, ist es ein gutes Handeln. Gleichzeitig lassen sich am Klosteralltag ungeschriebene Regeln erkennen. Die Klosterbewohner dürfen um Wertsachen spielen, sie würfeln, spielen Mühle, kegeln und tanzen. Es ist den Bewohnern überlassen, welche Kleidung sie tragen und während in der Klosterregel ausdrücklich erwähnt wird, dass Hüte einfach sein müssen, ist das erste, was dem Erzähler an der Minnebotin auffällt, ihr Hut, der mit einer Straußenfeder und anderen Verzierungen versehen ist. Pferde sind im Kloster so reichlich vorhanden, dass sie sogar Besuchern für das Turnier ausgeliehen werden können. Richter weist daher darauf hin, dass „die Regel von Ettal […] in einigen Punkten das gerade Gegenteil wie die des Minneklosters [sagt].“ Auch über 50 Jahre später legt man sich nicht fest: „Vorlage könnte die Verfassung gewesen sein, die Kaiser Ludwig der Bayer 1332 dem von ihm gegründeten Ritterstift Ettal gab, doch war eine wirklichkeitsgetreue Darstellung vom Dichter sicher nicht beabsichtigt.“

#### Das Kloster als Ritterkonvent
Neben einem Mönchskonvent unter der Leitung des Abtes verfügte das Kloster Ettal auch über einen Ritterkonvent, der von einem Meister geleitet wurden, und über einen Frauenkonvent, das der Meisterin unterstand. Kloster Ettal glich zu dieser Zeit also eher einem Ritterstift mit klösterlichen Formen, das so auch im Kloster der Minne existiert. Hier heißt es: daz ist ain raine / gesellicklichü bruderschaft. / ich wont, daz sölichü ritterschaft / in dekainem closter möchte sin. Auch die Forschung hat diese Verbindung gesehen: „Ettal bot ihm [dem Verfasser] die Idee des ritterlichen Klosters, er arbeitete sie grob heraus“, indem zum Beispiel aus dem Meister und der Meisterin ein Abt und eine Äbtissin und ein Prior und eine Priorin wurden. Da nicht eine realistische Schilderung des Klosters Ettal die Absicht des Autors war, wurden die Freuden eines solchen Lebens betont und den Klosterbewohnern Tanz, Spiel und Turnierkampf erlaubt.

#### Der Klosterbau

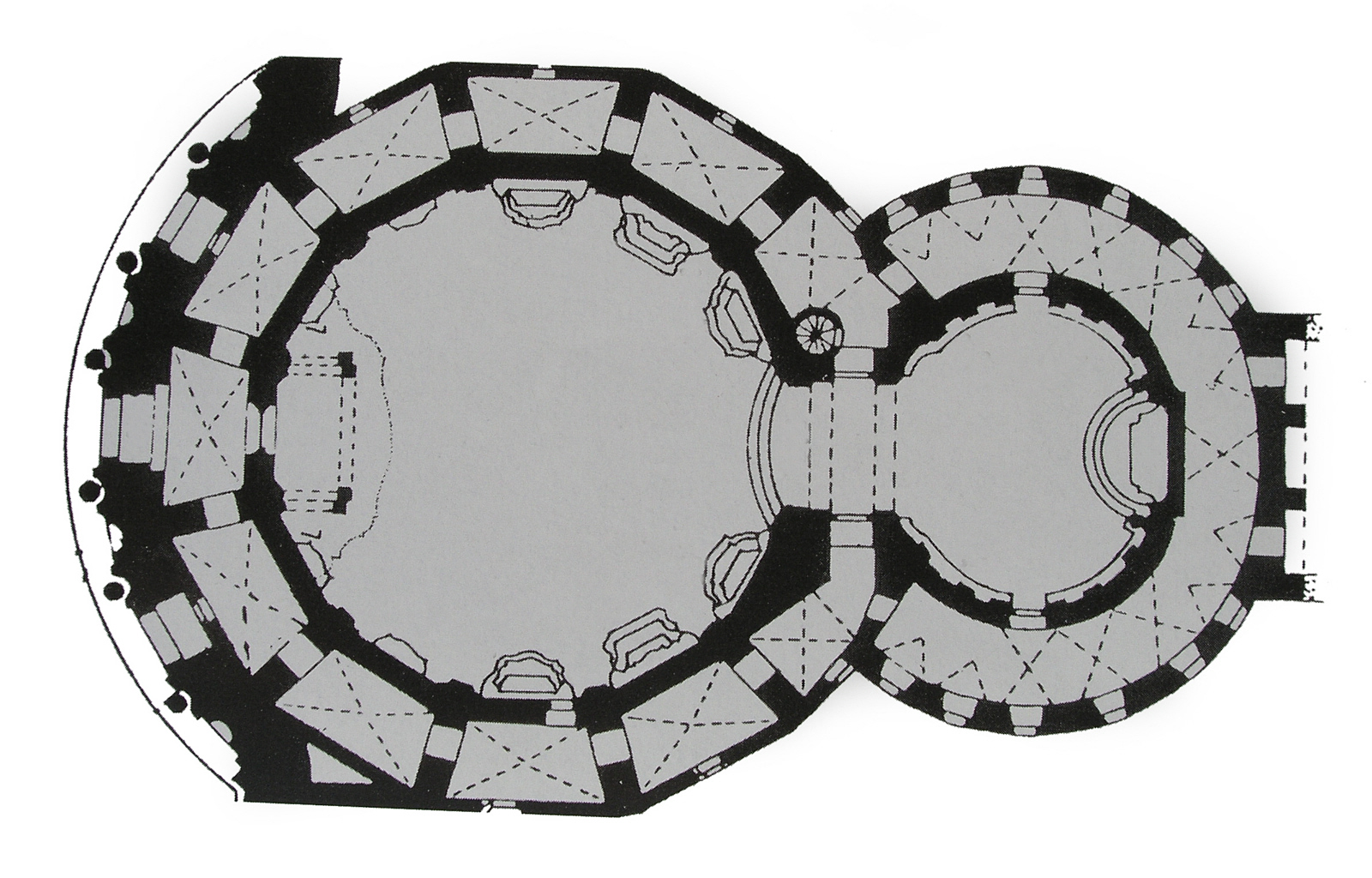
Zwölfeckiger Grundriss des Gründungsbaus aus dem Jahr 1330 (linker Teil).

Das Kloster Ettal war ursprünglich ein zwölfeckiger gotischer Zentralbau, der erst im Laufe der Jahrhunderte um zahlreiche Anbauten erweitert wurde. Die ungewöhnliche Form könnte nach Schaus beim Autor die Vorstellung eines Monatsgürtels erweckt haben, die er auf das Kloster der Minne übertragen hat. Der Klosterbau der Minnerede ist zwar rund, hat aber zwölf Pforten, die für jeweils einen Monat stehen und im Klosterinnen- und Vorraum zwölf verschiedene klimatische Zonen erzeugen.

## Das Kloster der Minne – eine verkehrte Welt
Ob im Vergleich mit anderen Minnereden oder mit Details von Ordensregeln und Bau des Klosters Ettal – auf der Suche nach einem stimmigen Gesamtkonzept des Klosters der Minne treten schnell Ungereimtheiten und Brüche zutage, die eine abschließende Beurteilung verhindern.
Doch sobald man aufhört, den Text ernst zu nehmen, erweist er sich als ein seltenes Kleinod der parodistischen Literatur: In Verkehrung der klassischen Stoffe und Motive aus Heldenepik und Minnelyrik zeigt sich im Kloster der Minne ein Held, der alles richtig zu machen glaubt und dabei von einem Fettnäpfchen ins andere stolpert – ein Don Quijote avant la lettre.

## Aktueller Forschungsstand
Wolfgang Achnitz ging 2006 auf die bisherige Forschung zum Kloster der Minne im Bereich der zeitlichen Einordnung durch Zusammenhänge des Klosters der Minne mit dem Kloster Ettal oder dem Löwenbund ein und stellte zusammenfassend fest:

„Im Ergebnis ist jedenfalls festzuhalten, daß sich Abhängigkeiten, die ohnehin lediglich für eine genaue Datierung der Minneerzählung von Bedeutung wären, nicht nachweisen lassen, da sich zu fast allen im Kloster der Minne herrschenden Regeln Parallelen in den Statuten der großen Ritterorden (Johanniter, Templer, Deutschherren) sowie in der Literatur der vorangegangenen Zeit entdecken lassen. Dasselbe gilt für die Turnierauszeichnungen, die im 14. Jahrhundert in ähnlicher Gestalt vielfach bei Turnieren und Festen der Rittergesellschaften in Gebrauch waren.“

## Editionen
- Joseph von Laßberg (Hrsg.): Lieder Saal. Das ist Sammelung altteutscher Gedichte aus ungedrukten Quellen. Band 2. o. A. 1822, S. 209–264. (Nachdruck bei Scheitlin u. Zollikofer, St. Gallen 1846, Neudruck Darmstadt 1968)
- Maria Schierling: „Das Kloster der Minne“. Edition und Untersuchung. Kümmerle, Göppingen 1980, ISBN 3-87452-356-X.
- Paula Hefti (Hrsg.): Der Codex Dresden M 68. Edition einer spätmittelalterlichen Sammelhandschrift. Francke, Bern und München 1980, ISBN 3-7720-1326-0.